# Mohamed Charfi
Mohamed Charfi (en árabe : محمد الشرفي, Sfax, 11 de octubre de 1936 - Túnez, 6 de junio de 2008) fue un académico y político tunecino. Jurista, francófilo y partidario de un laicismo "razonado", dirigió la Liga Tunecina de Derechos Humanos antes de ser nombrado Ministro de Educación en 1989.
En 1994, después de haber dimitido del gobierno, siguió militando por un régimen democrático en Túnez. Impulsó el "Manifiesto de la República", en el que denunciaba el endurecimiento del régimen de Zine el-Abidine Ben Ali. También participó intensamente de la escena internacional: fue miembro del grupo de alto nivel creado en 2005 bajo el auspicio de Naciones Unidas que condujo posteriormente a la fundación de la Alianza de Civilizaciones.

## Vida personal
Procedente de una familia conservadora de eruditos religiosos, Mohamed Charfi pronto comenzó a militar en distintos movimientos clandestinos opositores al régimen de Habib Bourguiba, en los que conoció a su esposa Faouzia Rekik, doctora en Física y profesora en la Facultad de Ciencias Físicas de Túnez. Padres de tres hijas, ambos se movilizaron por la democracia y contra el fundamentalismo islámico. Después de la muerte de Charfi en 2008 a causa de un cáncer, Faouzia Rekik ha continuado el activismo, recibiendo numerosas condecoraciones como el premio Femmes-Avenir (2016) de la Asociación de Amistad Hispano-Francesa, el galardón Zoubeida Bchir (2014), la medalla de la Universidad de Bruselas (Bruselas, 2013). Además, ha sido nombrada Comandante de la Orden de las Palmas Académicas (Francia, 2001), Oficial de la Orden al Mérito Cultural (Túnez,1996) y Caballero de la Legión de Honor (Francia, 1997).
Tras la revolución de 2011, Faouzia Rekik fue nombrada Secretaria de Estado del Ministerio de Enseñanza Superior e Investigación Científica en el gobierno de unidad nacional de Mohamed Ghannouchi y posteriormente en el de Béji Caïd Essebsi. Personalidad respetada en los círculos universitarios, implementó reformas en la educación superior, incluyendo la elección de dirigentes, la orientación de los estudiantes, las relaciones con las empresas, etc., pero renunció en marzo del mismo año justificándolo por "razones personales".

## Educación y primera militancia
Es durante sus estudios en la Facultad de Derecho de París, cuando Mohamed Charfi comenzó a militar en la Unión General de Estudiantes Tunecinos, entonces dirigida por estudiantes próximos al partido Neo-Destour. Sin embargo, la disminución de la popularidad del presidente Habib Bourguiba tras la crisis de Bizerta, el endurecimiento del régimen tras el intento de conspiración contra Bourguiba en 1962 y la prohibición del Partido Comunista Tunecino favorecieron la difusión de las ideas de izquierda en el movimiento estudiantil tunecino. En este contexto, e inspirado por las tesis del activista marroquí Mehdi Ben Barka, Mohamed Charfi participó en la creación en París en 1963 del Grupo de estudios y de acción socialista tunecino (GEAST), una organización influenciada por el marxismo, aunque sin una línea ideológica precisa más allá de una oposición radical al régimen de Bourguiba, una fuerte sensibilidad hacia las cuestiones sociales y un marcado carácter antiimperialista. Un año más tarde, en octubre de 1964, Charfi y el resto de los fundadores del GEAST regresaron al país, liderando las protestas universitarias contra el régimen y adquiriendo una gran resonancia entre estudiantes y profesores gracias a su revista Perspectivas Tunecinas (1963), que dio un nuevo nombre al movimiento. En los años posteriores, los estudiantes en general y los perspectivistas en particular, fueron la cara visible del desencanto y la decepción de una parte de la población hacia la élite en su conjunto.
En el plano internacional, la derrota de los ejércitos árabes (Egipto, Siria y Jordania) ante Israel en la Guerra de los Seis Días, y el auge del panarabismo y de la Organización para la Liberación de Palestina contribuyeron a endurecer, a partir de 1967, la línea política de los Perspectivistas, convertidos ya en la primera fuerza de la oposición, que acusaban al régimen tunecino de apoyar "la complicidad del imperialismo angloamericano con el sionismo". El grupo adoptó oficialmente, en septiembre de 1967, una posición maoísta que abogaba por un enfrentamiento frontal con el gobierno y tenía por objeto desencadenar una revolución socialista a escala nacional.
Tras meses de protestas, en marzo de 1968, el movimiento convocó una huelga general que el régimen reprimió, encarcelando a la mayoría de sus militantes, entre ellos el propio Mohamed Charfi. Entre julio y septiembre de ese año, 94 perspectivistas y otros 7 militantes comunistas fueron juzgados por el Tribunal de Seguridad del Estado y condenados con penas de hasta seis años y medio de cárcel. Durante los 15 meses que pasó en la prisión de Borj er-Roumi, Charfi se fue distanciando de los posicionamientos maoístas de sus compañeros, que consideraba demasiado radicales.
Hasta entonces, Charfi había compaginado la militancia con su labor como profesor asistente en la Facultad de Derecho, Ciencias Políticas y Económicas de Túnez, pasando a formar parte del comité de redacción de la Revue tunisienne du droit (Revista Tunecina de Derecho, RTD), una publicación científica que, desde que se funda en 1953, ha sido testigo del desarrollo de las diversas disciplinas del derecho en Túnez.
Tras ser indultado por Bourguiba junto al resto de sus compañeros en junio de 1969, Charfi retomó los estudios, aprobando, dos años más tarde, la oposición para las facultades francesas. Asimismo, regresó a la universidad en Túnez, ocupando el cargo de redactor jefe de la RTD a partir de 1973 y hasta 1978. Siguió siendo miembro de su comité de redacción hasta 1986. Diez años más tarde, fue nombrado profesor emérito de la Facultad de Ciencias Jurídicas, Políticas y Sociales de Túnez.
En 1980, se unió a la Liga Tunecina de Derechos Humanos (LTDH), de la que fue vicepresidente en 1982 y presidente interino en agosto de 1983. Durante el tercer congreso de la LTDH, reunido los días 11 y 12 de marzo de 1989, fue elegido presidente.

## Trayectoria política
En abril de 1989, poco después de ser ratificado como presidente de la Liga Tunecina de Derechos Humanos, Mohamed Charfi dejó el cargo para dirigir el Ministerio de Educación nacional, Enseñanza superior e Investigación científica, bajo el gobierno de Hédi Baccouche, marcando la culminación de la apertura del gobierno a la sociedad civil. Entonces Zine el-Abidine Ben Ali ocupaba la Presidencia de la República, desde que en noviembre de 1987 incapacitase a su predecesor Bourguiba en el conocido como Golpe de Estado Médico.
En el plano político, Túnez vivía ciertos aires aperturistas. Las promesas de mayores libertades y respeto a los derechos humanos parecían cumplirse en los dos primeros años del nuevo régimen. Los prisioneros políticos fueron liberados, e incluso la prensa disfrutó de un mayor margen de maniobra. Sin embargo, al mismo tiempo, aumentó el temor entre una parte de la nueva clase política y de los intelectuales a que los islamistas, que habían obtenido un 18% de los votos en las elecciones de abril del 89, pusiesen fin a importantes avances, como la adopción del Código del Estatuto Personal (1956), el más revolucionario en el mundo arabo-musulmán, que había suprimido la poligamia y el repudio, dando pasos hacia la plena garantía de los derechos de la mujer tunecina.
La separación entre la enseñanza religiosa y la educación cívica se considera la mayor contribución de Mohamed Charfi al sistema educativo tunecino (1989-1994). Bajo su cartera, se puso en marcha un proyecto de reformas destinado a “combatir todas las formas de fundamentalismo y así proteger a la sociedad tunecina de proyectos pasados que a menudo han generado fanatismo y oscurantismo”, y basado en “la modernidad, el racionalismo, tolerancia, la libertad, la democracia” y, por tanto, la apertura a otras civilizaciones. La educación era, para Charfi, “clave indispensable” para conjugar “islam, libertad y democracia”. Así lo confirmaba en mayo de 1991, en una entrevista para el diario El País: “hay que formar a un tunecino que vivirá en el siglo XXI y hay que impregnarlo de espíritu democrático, de acuerdo a los derechos humanos y también con el islam”.
La otra gran ambición de la reforma educativa contemplaba la arabización de la enseñanza y la apertura a otras lenguas extranjeras diferentes del francés, lo que parecía suponer un duro golpe al bilingüismo según algunos sectores, pero no para Charfi : “Somos un país árabe y ésta es nuestra lengua. No somos un país bilingüe. Pero necesitamos una lengua extranjera para comunicarnos con el mundo, para acceder a la cultura universal. Por razones históricas nuestro país ha escogido la lengua francesa. Pero intentamos abrir otras ventanas. En nuestro bachillerato enseñamos como segunda lengua obligatoria además del francés el inglés, el español, el italiano o el alemán”.

Este proceso de arabización paulatino excluía inicialmente a las universidades, siendo muy mal recibido por grupos integristas hasta el punto de que el sindicato Unión General Tunecina de Estudiantes (UGTE), próximo al movimiento islamista Ennahda, fue suspendido el 26 de abril de 1991 después de haberse encontrado armas en sus locales y varios enfrentamientos con la policía.
“Los integristas han declarado la guerra al Gobierno e impiden que la universidad funcione con normalidad. Hacen huelga aduciendo motivos políticos, olvidándose de que la huelga es un invento de la clase trabajadora para reclamar mejoras laborales o salariales. Sólo sería lógico y estaría justificada la convocatoria de la huelga en la universidad si la escolarización fuera muy pobre o deficiente. Pero en cualquier caso no se puede imponer la huelga por la violencia o por la fuerza. La universidad es un medio de promoción social de la clase menos favorecida. De la universidad tienen que salir los futuros dirigentes del país”. 

La dificultad para conciliar sus obligaciones gubernamentales con sus valores personales -espíritu crítico, libertad de expresión y derechos humanos-, marcó su etapa al frente del ministerio. Prueba de ello fue su negativa a llevar ante un consejo de disciplina al profesor del Instituto de la Prensa de la Universidad de Manouba, Larbi Chouikha, que había criticado duramente al régimen de Ben Alí en un artículo publicado en la conocida publicación francesa Le Monde diplomatique:
¿Significa esto que faltan estas propiedades, más de cinco años y medio después de la destitución del Combatiente Supremo por su Primer Ministro, el General Zine El Abidine Ben Ali? ¿Dónde está entonces el cambio prometido por el hombre que despertó a miles de ciudadanos al amanecer del sábado 7 de noviembre de 1987? ¿Y qué queda de su declaración de investidura, en la que reconocía que el pueblo tunecino había alcanzado un alto grado de madurez política que le permitía participar en la gestión de los asuntos del país y disfrutar de una verdadera vida democrática?
Este acontecimiento contribuyó notablemente al deterioro de sus relaciones con el ministro del Interior, Abdallah Kallel, y otros miembros del gobierno, de los que había recibido numerosas presiones. Más tarde, perdida toda esperanza de retorno al liberalismo, renunció al Gobierno, presentando su dimisión el 30 de mayo de 1994 y reanudando su activismo por la libertad de pensamiento, los derechos humanos y el diálogo entre culturas. Años más tarde, el 20 de marzo de 2001, Charfi hizo público el "Manifiesto de la República", firmado por un centenar de personalidades de la sociedad civil, advirtiendo contra la reforma constitucional promovida por Ben Ali, jefe del Estado, para eliminar la limitación de mandatos presidenciales. Apenas una semana después, en una entrevista con el periódico francés Le Monde, Charfi rompía su silencio:
“La deriva ha alcanzado tal dimensión en Túnez que ya no se puede ser patriótico y seguir guardando silencio. Llega un momento en el que tienes que asumir la responsabilidad. El mayor error cometido por el Presidente Bourguiba, un déspota ilustrado, fue llevar al país a un punto muerto al asumir la presidencia de por vida. Aquí estamos en la víspera de una fecha fatídica, ya que el Presidente Ben Ali está claramente tentado de buscar un cuarto mandato y de enmendar la Constitución, que, en su estado actual, le prohíbe hacerlo. Un nuevo mandato para él equivaldría a verlo terminar en el mismo punto muerto que el Presidente Bourguiba. Porque el Sr. Ben Ali se está preparando claramente para una presidencia vitalicia. Por lo tanto, corresponde a todos los tunecinos comprometerse a evitar que su país sufra tal desgracia”.
Preguntado por la situación política de Túnez, el exministro señalaba: “No tan dramática como la de nuestros vecinos, pero no disfrutamos de una democracia real. No hay oposición, no hay prensa libre. Hemos modernizado el Derecho, adoptado la planificación familiar de modo que el efecto demográfico no arruina el crecimiento económico, y hemos tenido la suerte de no tener petróleo que nos permitiera esconder el fracaso económico”.
Mohamed Charfi se convirtió así en una de las cabezas visibles de la oposición democrática, permaneciendo en un segundo plano, más como referente moral que como líder político. En 2004, apoyó la candidatura a las elecciones presidenciales, de Mohamed Ali Halouani, miembro del Movimiento Tunecino de la Renovación.

## Obra
Reconocido por su compromiso con los derechos humanos y el diálogo entre culturas, en 2005, el Secretario General de las Naciones Unidas, Kofi Annan, le pidió que formara parte de la Comisión de Alto Nivel de las Naciones Unidas para el Diálogo de las Civilizaciones, que condujo a la creación de la Alianza de Civilizaciones. Asimismo, fue consejero asesor del Instituto Europeo del Mediterráneo (IEMed), con sede en Barcelona, donde publicó numerosos artículos. 
Hasta el final de su vida, Charfi participó en numerosas conferencias sobre el futuro de la sociedad musulmana, la brecha entre Oriente y Occidente, los medios para reconciliar al musulmán con la historia de su religión, etc, temas que también abordó en sus publicaciones.
En 1999, publicó la que se considera su obra maestra Islam y libertad: el malentendido histórico, que proponía una profunda revisión del pensamiento islámico de la mano del reformismo musulmán tunecino, en torno a cuatro grandes problemáticas: el integrismo, el derecho, el Estado y la educación.

En este ensayo, Charfi denuncia el extremismo religioso y la visión de la sharía como obra divina: 
“el poderoso freno que impide nuestra emancipación y nuestro desarrollo es que estamos encadenados a nuestro pasado. Él es nuestra prisión colectiva. Para los musulmanes, no habrá desarrollo sin libertad y no habrá libertad si no nos liberamos de nuestra histórica prisión”.
Asimismo, Charfi alerta del auge del fanatismo islámico que se ve favorecido por el descontento de la población y una fuerte crisis culturak e ideológica, y alude a una disfunción entre las estructuras jurídicas, económicas y sociales de los países arabo-musulmanes, que han evolucionado notablemente en el último siglo, y sus referencias culturales y discurso político, que se han quedado atrás: 
“La población sufre una grave distorsión, un doloroso desgarro que la lleva al borde de la esquizofrenia. No quieren sacrificar ni el Islam ni la modernidad. Está apegada tanto al Islam como a las estructuras modernas del Estado del que reivindica, con razón, una auténtica democratización y representatividad, aunque siente al mismo tiempo y confusamente, la contradicción, tal vez la incompatibilidad entre los dos. La disfunción del sistema musulmán moderno es tal, que la situación actual se vuelve precaria”. 
También, señala la necesidad de separar función pública y religiosa en el seno del Estado como condición sine qua non para la libertad y la democracia: 
“El islam es ante todo una religión, no una política, una cuestión de conciencia y no de pertenencia, un acto de fe y no de fuerza”.
"El Islam no es ni un derecho, ni un Estado, ni una política, ni una identidad. Es una religión. Diríamos más, teniendo por esencia una vocación universal, no puede estar ligado a ningún  pueblo, a ningún territorio, a ningún Estado, y menos aún,  a una determinada política". 
Charfi recuerda, además que todas las religiones monoteístas han conocido períodos de la historia donde han dado lugar a interpretaciones autoritarias contrarias a la libertad y la democracia y que, al igual que el Cristianismo y el Judaísmo, el Islam también puede, y debe, evolucionar a partir de una relectura de los textos originales: 
“La prohibición cristiana del divorcio o de la poligamia en la ley mosaica se han convertido en piezas de museo, y su desaparición no provoca hoy día desgarramiento alguno en la mayoría de los creyentes de estas dos religiones. Estas innovaciones se han integrado de tal forma en el pensamiento colectivo cristiano o judío, que ninguna corriente popular importante, europea o israelí, reclama el retorno de estas antiguas leyes en nombre de la identidad, de la autenticidad o de algún otro concepto de inmovilismo. La existencia aquí y allá de sectas o tendencias fanáticas no pone en tela de juicio estas afirmaciones, porque estos grupos son claramente minoritarios, sin influencia en las concepciones dominantes del judaísmo y del cristianismo”.
“Nada impide hoy al Islam ser conjugado con la libertad, la democracia, los Derechos humanos, basándose en versículos que han sido ocultados por el derecho musulmán, elaborados por teólogos hace más de mil años, en función de condiciones económicas, sociales o culturales de la época”. 
En el libro aborda, además, aspectos polémicos del derecho musulmán como el carácter discriminatorio hacia la mujer, su oposición a la libertad de conciencia o su postura hacia la apostasía y los derechos humanos, entre otros.
La otra gran obra de Mohamed Charfi, Mon combat pour les lumières (Mi lucha por las ideas), publicada poco después de su muerte en 2008, evoca cincuenta años de historia de Túnez, desde el protectorado francés, la lucha por la independencia, los treinta años de mandato de Bourguiba, el auge del islamismo y la toma del poder por Ben Alí.